# Franck Montagny

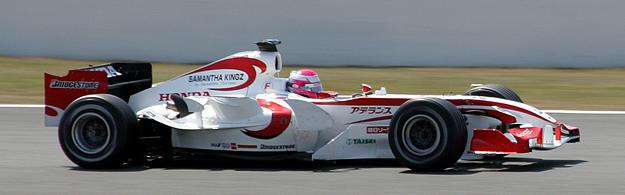
Franck Montagny amb un Super Aguri.

Franck Montagny va ser un pilot de curses automobilístiques francès que va arribar a disputar curses de Fórmula 1.
Va néixer el 5 de gener del 1978 a Feurs, Loira.

## A la F1
Franck Montagny va debutar a la cinquena cursa de la temporada 2006 (la 57a temporada de la història) del campionat del món de la Fórmula 1, disputant el 7 de maig del 2006 el G.P. d'Europa al circuit de Nürburgring.
Va participar en un total de set curses puntuables pel campionat de la F1 disputades en dues temporades consecutives (2005 - 2006) aconseguint una setzena posició com millor classificació en una cursa, i no assolí cap punt vàlids pel campionat del món de pilots.
Va fer de pilot provador en cinc curses més amb el mateix equip.

## Resultats a la Fórmula 1
| Any  | Equip               | Xassís           | Motor | 1   | 2   | 3   | 4   | 5       | 6       | 7      | 8      | 9       | 10      | 11     | 12  | 13  | 14         | 15         | 16         | 17         | 18         | Posició | Punts |
| ---- | ------------------- | ---------------- | ----- | --- | --- | --- | --- | ------- | ------- | ------ | ------ | ------- | ------- | ------ | --- | --- | ---------- | ---------- | ---------- | ---------- | ---------- | ------- | ----- |
| 2006 | Super Aguri F1 Team | Super Aguri SA05 | Honda | BHR | MAL | AUS | SMR | EUR Ret | ESP Ret | MON 16 | GBR 18 | CAN Ret | USA Ret | FRA 16 | ALE | HON | TUR P.Prov | ITA P.Prov | XIN P.Prov | JAP P.Prov | BRA P.Prov | -       | 0     |

### Resum
| Curses: | Victòries: | Pòdiums: | Poles: | Voltes ràpides: | Punts: |
| ------- | ---------- | -------- | ------ | --------------- | ------ |
| 14 (7)  | 0          | 0        | 0      | 0               | 0      |